# Гіт (Массачусетс)
Гіт (англ. Heath) — місто (англ. town) в США, в окрузі Франклін штату Массачусетс. Населення — 723 особи (2020).

## Демографія
Згідно з переписом 2010 року, у місті мешкало 706 осіб у 302 домогосподарствах у складі 198 родин. Було 670 помешкань
Расовий склад населення:
| - 97,3 % — білих - 0,4 % — чорних або афроамериканців - 0,1 % — корінних американців |

До двох чи більше рас належало 2,0 %. Частка іспаномовних становила 1,4 % від усіх жителів.
За віковим діапазоном населення розподілялося таким чином: 18,3 % — особи молодші 18 років, 62,2 % — особи у віці 18—64 років, 19,5 % — особи у віці 65 років та старші. Медіана віку мешканця становила 49,8 року. На 100 осіб жіночої статі у місті припадало 105,8 чоловіків;  на 100 жінок у віці від 18 років та старших — 102,5 чоловіків також старших 18 років.
Середній дохід на одне домашнє господарство  становив 82 045 доларів США (медіана — 57 386), а середній дохід на одну сім'ю — 91 046 доларів (медіана — 60 469). Медіана доходів становила 60 417 доларів для чоловіків та 55 729 доларів для жінок. За межею бідності перебувало 15,2 % осіб, у тому числі 32,2 % дітей у віці до 18 років та 9,4 % осіб у віці 65 років та старших.
Цивільне працевлаштоване населення становило 349 осіб. Основні галузі зайнятості: освіта, охорона здоров'я та соціальна допомога — 26,1 %, мистецтво, розваги та відпочинок — 12,6 %, виробництво — 9,7 %, оптова торгівля — 8,3 %.